# Rushmore (Minnesota)
Rushmore város az USA Minnesota államában, Nobles megyében. Lakosainak száma 365 fő (2020. április 1.).

## Népesség
A település népességének változása:
| Lakosok száma | 99   | 342  | 365  |
|               | 1880 | 2010 | 2020 |